# SS Conte Grande
O SS Conte Grande era um navio cruzeiro que pertencia à empresa Lloyd Sabaudo, construído em 1927 no Stabilimento Tecnico Triestino em Trieste, Itália, para servir a linha transatlântica entre Gênova, Itália e a cidade de Nova Iorque. Lançado ao mar em 29 de junho de 1927, sua viagem inaugural foi de Gênova a Nápoles a Nova Iorque, que ocorreu em 13 de abril de 1928. Em 1932, após a aquisição pela Società di Navigazione, a embarcação foi transferida à América do Sul, mas ficou atracada em Santos, Brasil em 1940.
Durante a Segunda Guerra Mundial, a embarcação foi capturada pelos Estados Unidos e foi usada como um navio para transporte de tropas - e foi batizada de USS Monticello (AP-61) em 1942. Após a guerra, em 1947, retornou à Società di Navigazione Italiana e renomeada como Conte Grande. Após uma parada de dois anos, em 1949, retomou o serviço na América do Sul. Em 1960, foi transferida da Società di Navigazione para o Lloyd Triestino (também comandada pela Società), onde serviu por mais um ano até ser desmanchada em 1961. Seu navio irmão era o SS 'Conte Biancamano.

## Início
O Conte Grande foi construído pelo Stabilimento Tecnico Triestino em Trieste, como um navio de transporte de passageiros de bandeira italiana, capaz de transportar 1.718 pessoas. Foi lançada ao mar em 28 de junho de 1927 e entrou em serviço com o Lloyd Sabaudo de Gênova, no estaleiro de San Marco para servir o Atlântico Norte como um transportador de passageiros. Em 1933, foi transferida para o transporte de passageiros na América do Sul. No começo de junho de 1940, o Conte Grande estava em Santos, Brasil, em uma viagem regular Sul-Americana. Após o ataque de Mussolini à França em 10 de junho de 1940, a tripulação que estava no navio foi detida no porto de Santos. Em 27 de fevereiro de 1942, a embarcação foi transferida à Marinha do Brasil e foi re-tripulada, substituindo a tripulação italiana. Foi vendida em 16 de abril de 1942 aos Estados Unidos e renomeada como USS Monticello. Foi encaminhada aos Estados Unidos no mesmo dia, em São Paulo, sob o comando do Capitão Morton L. Deyo, da Marinha Americana (USN - U.S. Navy).

## Segunda Guerra Mundial
O USS Monticello (nome que o Conte Grande recebeu após ser adquirido pelos Estados Unidos) navegou para o norte escoltado pelo USS Lansdale (DD-426) para a Filadélfia, para ser convertido em um transportador de tropas militares, que foi completada em 10 de setembro de 1942. O navio saiu de Nova Iorque em 2 de Novembro para a Operação Tocha, a invasão no Norte da África, carregando tropas à Casablanca. Retornando à Nova Iorque, navegou novamente em 25 de dezembro, carregando homens para vários comandos do Teatro China-Burma-Índia à Carachi, no Paquistão, atravessando pelo Canal do Panamá, em seguida Austrália e Sri Lanka.
O transporte retornou a Nova Iorque em 24 de abril de 1943, carregando reforços de Orão (litoral da Argélia) em duas viagens, então navegou da África para São Francisco através do Canal do Panamá. Durante a primeira metade de 1944, o navio transportou homens de São Francisco a portos da Califórnia, Austrália e Havaí além de bases no Pacífico Sul. Em junho de 1944, o navio começou a fazer viagens transatlânticas levando homens para a vitória da guerra na Europa. O navio atracou em Nova Iorque para ficar disponível por um período de oito semanas no dia 20 de julho de 1945 enquanto a sua tripulação foi transferida e substituída pela Guarda Costeira Norte-Americana. O Comandante na época, era George R. Leslie. Ele assumiu o comando em 6 de agosto de 1945 e foi substituído no dia seguinte pelo Capitão R. S. Patch, da Guarda Costeira Norte-Americana (USCG).

## Serviço Pós-Guerra
A embarcação ficou sob reparos no estaleiro Todd’s Shipyards, no Brooklyn, até outubro. Durante este tempo, todo o seu armamento foi removido. O navio partiu de Nova Iorque com direção à Nápoles, em 8 de outubro de 1945 com 176 oficiais e 5.590 soldados do exército italiano, 13 oficiais e 34 soldados do exército americano, totalizando 5.813 pessoas. A embarcação chegou com segurança em Nápoles no dia 19 de outubro.

## Aposentadoria e Transferência
O navio foi aposentado em Norfolk em 22 de março de 1946 e retornou à Agência de Administração Naval (War Shipping Administration) em 27 de maio de 1946, para ser encostado. Foi então devolvido ao governo italiano em junho de 1947 e recebeu o nome de Conte Grande novamente, como o nome original. Depois de ficar dois anos em atividade nos Estados Unidos, retomou o serviço de passageiros na América do Sul. Foi então desmanchado em 1961.

## Prêmios
O Monticello recebeu uma estrela de serviço pelos serviços prestados na Segunda Guerra Mundial.